# Bauria
Bauria – rodzaj synapsyda z podrzędu Therocephalia. Należał do rodziny Bauriidae.
Bauria była prawdopodobnie mięsożerna lub owadożerna. Żyła we wczesnym triasie (241-245 milionów lat temu).

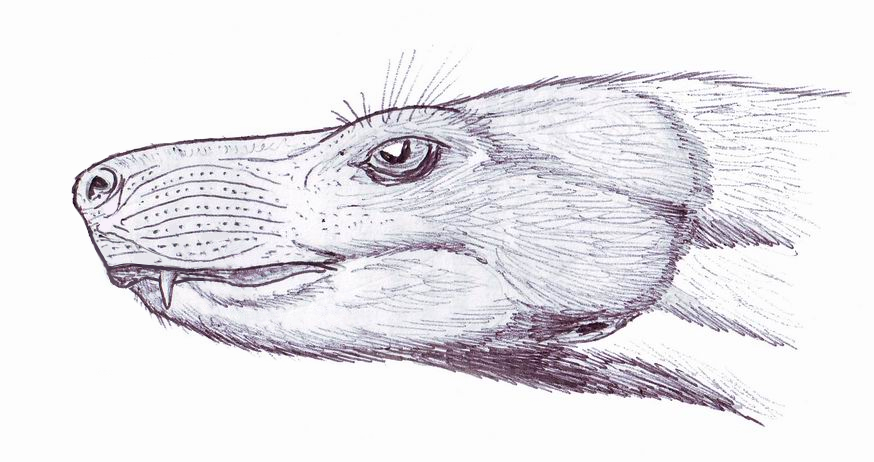
Bauria

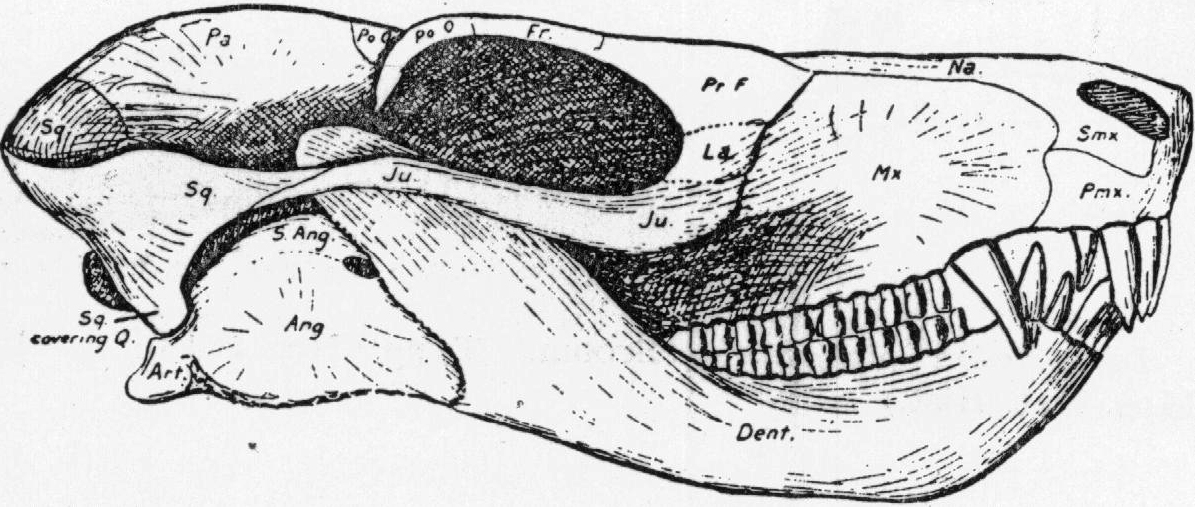
Bauria cynops rekonstrukcja czaszki, okaz 5622